# Hall of Fame Tennis Championships 1992
L'Hall of Fame Tennis Championships 1992 è stato un torneo di tennis giocato sull'erba. È stata la 17ª edizione dell'Hall of Fame Tennis Championships, che fa parte della categoria World Series nell'ambito dell'ATP Tour 1992. Si è giocato all'International Tennis Hall of Fame di Newport negli Stati Uniti, dal 6 al 12 luglio 1992.

## Campioni

### Singolare
Bryan Shelton ha battuto in finale  Alex Antonitsch con il punteggio di 6–4, 6–4

### Doppio
Royce Deppe /  David Rikl hanno battuto in finale  Paul Annacone /  David Wheaton con il punteggio di 6–4, 6–4